# Ramsey (Minnesota)
Ramsey ist eine Kleinstadt (mit dem Status „City“) im Anoka County im US-amerikanischen Bundesstaat Minnesota. Das U.S. Census Bureau hat bei der Volkszählung 2020 eine Einwohnerzahl von 27.646 ermittelt.
Ramsey ist Bestandteil der Metropolregion Minneapolis–Saint Paul.

## Geografie
Ramsey liegt im nördlichen Vorortbereich der Städte Minneapolis und Saint Paul am rechten Ufer des Mississippi auf 45°15′39″ nördlicher Breite und 93°26′33″ westlicher Länge. Das Stadtgebiet erstreckt sich über 77,16 km², die sich auf 74,62 km² Land- und 2,54 km² Wasserfläche verteilen.
Benachbarte Orte von Ramsey sind Elk River (18,6 km nordwestlich), Nowthen (10,5 km nördlich), Anoka (10,7 km südöstlich), Champlin (11,7 km südöstlich) und Otsego (17,6 km westnordwestlich). Dayton liegt am gegenüberliegenden Mississippiufer, ist aber über die nächstgelegene Brücke 20,1 km entfernt.
Das Stadtzentrum von Minneapolis liegt 40,3 km entlang des Mississippi in südsüdöstlicher Richtung; das Zentrum von Saint Paul, der Hauptstadt von Minnesota, befindet sich 55 km südöstlich.

## Verkehr

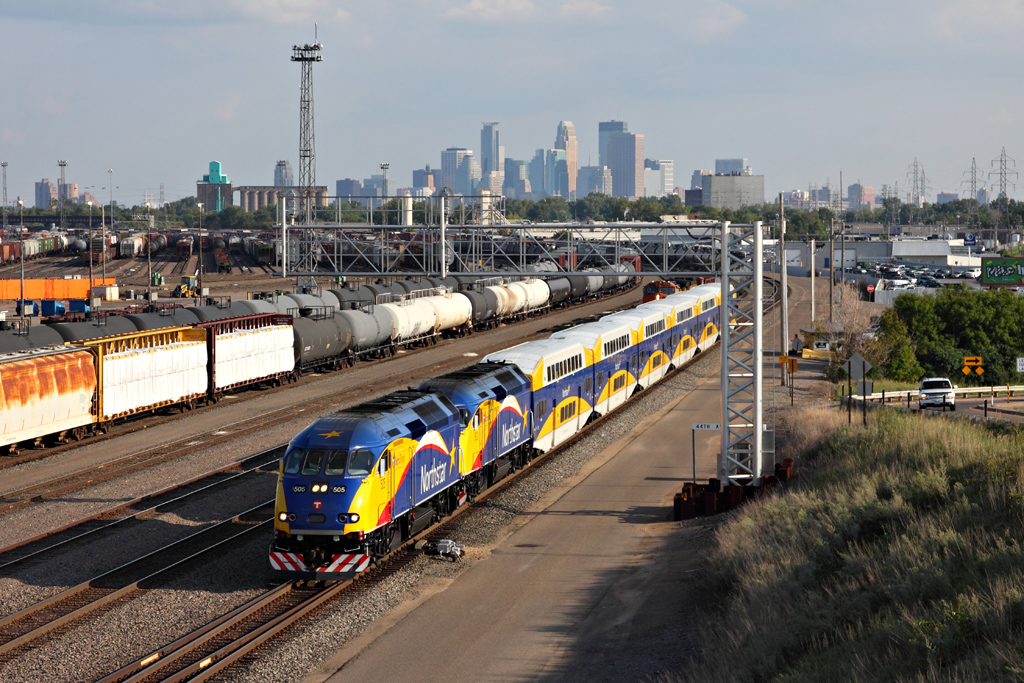
Northstar Line

Der U.S. Highway 10, der hier den Minnesota-Abschnitt der Great River Road bildet, führt parallel zum Mississippi durch Ramsey. Der U.S. Highway 169 verläuft auf der gleichen Strecke durch den Ort. Durch die östlichen Stadtteile verläuft in Nord-Süd-Richtung die Minnesota State Route 47. Alle weiteren Straßen sind untergeordnete teils unbefestigte Fahrwege sowie innerörtliche Verbindungsstraßen.
Parallel zum US 10 verläuft die Northstar Line. Diese für den Personenverkehr eingerichtete Eisenbahnlinie verbindet Minneapolis mit dem nördlichen Umland. Die Gleisanlagen und Wegerechte befinden sich im Besitz der BNSF Railway.

Der nächstgelegene Flughafen ist der 63,2 km südsüdöstlich gelegene Minneapolis-Saint Paul International Airport.

## Demografische Daten
Nach der Volkszählung im Jahr 2010 lebten in Ramsey 23.668 Menschen in 8033 Haushalten. Die Bevölkerungsdichte betrug 317,2 Einwohner pro Quadratkilometer. In den 8033 Haushalten lebten statistisch je 2,95 Personen.
Ethnisch betrachtet setzte sich die Bevölkerung zusammen aus 91,8 Prozent Weißen, 2,8 Prozent Afroamerikanern, 0,4 Prozent amerikanischen Ureinwohnern, 2,4 Prozent Asiaten sowie 0,8 Prozent aus anderen ethnischen Gruppen; 1,7 Prozent stammten von zwei oder mehr Ethnien ab. Unabhängig von der ethnischen Zugehörigkeit waren 2,4 Prozent der Bevölkerung spanischer oder lateinamerikanischer Abstammung.
28,7 Prozent der Bevölkerung waren unter 18 Jahre alt, 64,6 Prozent waren zwischen 18 und 64 und 6,7 Prozent waren 65 Jahre oder älter. 49,7 Prozent der Bevölkerung war weiblich.

Das mittlere jährliche Einkommen eines Haushalts lag bei 83.217 USD. Das Pro-Kopf-Einkommen betrug 30.396 USD. 1,7 Prozent der Einwohner lebten unterhalb der Armutsgrenze.

## Söhne und Töchter der Stadt
- Robert W. Norton (1923–2015), Soldat und Politiker